# فينس روسو
فينس روسو (بالإنجليزية: Vince Russo)‏ هو كاتب سيناريو أمريكي، ولد في 24 يناير 1961 في نيويورك في الولايات المتحدة.

## وصلات خارجية
- فينس روسو على موقع CageMatch worker (الإنجليزية)
- فينس روسو على موقع قاعدة بيانات المصارعة على الإنترنت (الإنجليزية)
- فينس روسو على موقع عالم المصارعة على الإنترنت (الإنجليزية)
- فينس روسو على موقع عالم المصارعة على الإنترنت (الإنجليزية)
- فينس روسو على موقع IMDb (الإنجليزية)
- فينس روسو على موقع قاعدة بيانات الفيلم (الإنجليزية)